# Waterloo Lily
Waterloo Lily es el cuarto álbum de estudio de la banda británica de rock progresivo Caravan. Para este nuevo álbum hay algunos cambios importantes en la banda.   
El teclista Steve Miller (ex-DELIVERY) sustituye a David Sinclair, dando al grupo un cariz más jazz alejándolo del rock. 
La partida de David Sinclair cambió radicalmente su sonido, y  Pye Hastings escribió la mayor parte de los temas que también es un cambio con respecto al disco anterior, cuando escribió sólo uno. El tema "The Love in Your Eyes" es una de las composiciones más destacadas en la historia del grupo, una suite sinfónica de más de 12 minutos que resume perfectamente la música de Caravan.
La portada del disco contiene "La escena de la taberna" del artista del siglo XVIII, William Hogarth.
Tras este disco, el grupo quedó reducido al dúo formado por Hastings and Coughlan. Estos reclutaron tres nuevos miembros: Geoffrey Richardson (intérprete de viola), el bajista Stu Evans y el teclista Derek Austin. La nueva formación dio numerosos conciertos pero no realizó grabaciones. En 1973, Evans fue reemplazado por John Perry y Dave Sinclair regresó al grupo.
En España fue editado como doble álbum  incluyendo en el segundo disco el fabuloso álbum en vivo "Caravan with the New Synphonia" en el Teatro Drury Lane en el Covent Garden de Londres.

## Lista de canciones
Todas las composiciones de  Coughlan, Hastings, Sinclair excepto It's Coming Soon and Songs And Signs de Miller.
Cara A
1."Waterloo Lily"  	6:47
2."Nothing at All / It's Coming Soon / Nothing at All (Reprise)"  	10:25
3."Songs and Signs"  	3:39

Cara B
1."Aristocracy"  	3:03
2."The Love in Your Eye / To Catch Me a Brother / Subsultus / Debouchement / Tilbury Kecks"  	12:31
3."The World is Yours"  	3:40
Edición 2001 remasterizada en Compact Disc (temas extras)
1."Pye's June Thing"  	2:58
2."Ferdinand"  	2:57
3."Looking Left, Looking Right"  	5:37
4."Pye's Loop"  	1:21

## Créditos

### Caravan
- Richard Sinclair: Voz, bajo, guitarra acústica.
- Pye Hastings: Voz y guitarras.
- Steve Miller: Órgano Hammond, piano, Clavicordio eléctrico, Wurlitzer piano.
- Richard Coughlan: Batería, percusión.

### Músicos adicionales
- Lol Coxhill - saxo soprano (1, 2)
- Phil Miller -  guitarra eléctrica (2)
- Jimmy Hastings - Flauta (5)
- Mike Cotton - trompeta (5)
- Barry Robinson - oboe (5)